# ويلي كوسلووسكي
ويلي كوسلووسكي (بالألمانية: Willi Koslowski)‏ (و. 1937  م) هو لاعب كرة قدم ألماني، ولد في غلزنكيرشن، شارك في كأس العالم 1962، مركز لعبه هو مهاجم.

## روابط خارجية
- ويلي كوسلووسكي على موقع الاتحاد الدولي (مؤرشف)  (الإنجليزية)
- ويلي كوسلووسكي على موقع قاعدة بيانات كرة القدم.إي يو (الإنجليزية)
- ويلي كوسلووسكي على موقع ناشيونال فوتبول تيمز (الإنجليزية)
- ويلي كوسلووسكي على موقع عالم كرة القدم.نت (الإنجليزية)